# Little Tokyo
「Little Tokyo」（リトル・トーキョー）は、1989年10月18日に発売された小田和正通算3作目のシングル。発売元はファンハウス。

## 解説
オフコース解散後、自らのレーベル“Little Tokyo”からリリースされたファースト・シングル。小田自身が出演したネスカフェ・新ゴールドブレンドのCMソングとしてもオンエアされた。
CMの懸賞品として、非売品のSPECIAL VERSIONも存在する。
1997年11月発売のベスト・アルバム『伝えたいことがあるんだ』にも収録されているが、ドラムスとベースがオリジナル音源の打ち込みから木村万作とネイザン・イーストの生の音源に差し替えられているほか、冒頭がドラムロールに差し替えられ、歌い出しである1サビ目の歌詞が一部削除されたりアウトロはドラムロールの途中でカットアウトしており、次曲へ曲間無しで繋がっている。2024年11月発売の『自己ベスト-3』ではアウトロのドラムロールはカットアウトされず、そのままフェイドアウトしている。
「あの人に会える」は、アルバム収録時にはない「 -a tune for sarazen's Jun classics- 」というサブ・タイトルが付いており、アルバム・バージョンより10秒ほどイントロが長い（『Far East Café』では、前曲「good times & bad times」と切れ目なく収録されている）。

## 収録曲
- 作詞・作曲・編曲：小田和正

1. Little Tokyo
2. あの人に会える

## 「Little Tokyo」カヴァー
| アーティスト                           | 収録作品（初出のみ）                                           | 発売日         | 規格 | 品番       |
| -------------------------------------- | -------------------------------------------------------------- | -------------- | ---- | ---------- |
| 髙橋真梨子                             | 紗II                                                           | 1990年05月21日 | CD   | VICL-30    |
| ウノ・クイント・ストリング・カルテット | シンフォニーは突然に〜クラシックで聴く小田和正・ミュージック〜 | 1998年08月26日 | CD   | VICL-60277 |
| オルゴール                             | 小田和正 作品集《EN L'AIR 1/fのゆらぎ》                        | 2001年12月05日 | CD   | DXCL-5004  |